# Жанрова специфіка інавгураційної промови
Інавгураційна промова — це заздалегідь підготовлений публічний виступ новообраного президента країни під час церемонії легалізації його повноважень.
Поняття «інавгураційна промова» досліджено в українській лінгвістиці досить мало. 
Сам термін «промова» дослідники почали використовувати після аналізу особливостей виступів перед народом, публікою, тобто з початком досліджень у сфері риторики. 

Інавгурація першого Президента незалежної України Леоніда Кравчука, 1991 р.

«Промова – публічний виступ з якого-небудь приводу»; це виступ на масових зборах, присвячений одній великій темі, яка актуальна. А політична промова — це підготовлений політичний виступ того чи іншого діяча з позитивними чи негативними оцінками, констатуваннями конкретних фактів, зі встановленими планами, перспективою політичних змін. Інавгураційна промова має певні особливості й відрізняється від звичайної тим, що виголошується лише один раз (в Україні — раз на  5 років) під час  інавгурації – урочистої церемонії, коли президент офіційно вступає на посаду. 
Проблему встановлення жанру інавгураційної проблеми досліджували українські лінгвісти – Мацько Л. І., Кравець Л. В., Романюк С. та інші. Деякі дослідники розглядають інавгураційну промову в межах офіційно-ділового стилю (Бацевич Ф.С.), інші – публіцистичного (Мацько Л.І., Кравець Л.В.), решта – відносять його до так званого межового стилю (Романюк С.). 
Жанр  визначають як конкретну форму організації мовного матеріалу функціонального стилю, як текстову реалізацію моделей і структур, що сформувалися і закріпилися в мовних ситуаціях.
Офіційно-діловий стиль за призначенням має «регулювати ділові  відносини мовців у міжнародній, державно-правовій і суспільно-виробничій сферах», але серед його підстилів немає окремого жанру інавгураційної промови. Українська дослідниця Світлана Романюк говорить про подібність жанру з «комюніке» – урядовим повідомленням здебільшого про наслідки або перебіг дипломатичних переговорів. Трактування інавгураційної промови в межах офіційно-ділового стилю можливе, але сумнівне, адже мова політиків має такі риси, як патетичність висловлювання, метафоричність, поширені звертання, що більше схоже на публіцистичний стиль. 
Автори підручника «Сучасна українська мова» наводять відмінності між інформативним офіційно-діловим стилем і публіцистичним, де вказують, що публіцистичний розрахований на здійснення впливу, тому його невід'ємними рисами є політична загостреність, підкреслене ідеологічне спрямування відповідних текстів. Отже, коректніше було би розглядати жанр інавгураційної промови саме в межах публіцистичного стилю або в межах публіцистичного з інформативними рисами офіційно-ділового.
Розмежування стилів відбувається також і на рівні синтаксису. Тут можна погодитись із думкою Світлани Романюк, яка досліджувала лексичні та стилістичні особливості інавгураційної промови Петра Порошенка. У промовах офіційно-ділового стилю вживають складні речення, дієприкметникові і дієприслівникові звороти, стійкі словосполучення. А в публіцистичному стилі для впливу на слухача, спонукання його до діяльності, пропаганду думок і поглядів, зрештою, формування національної думки використовують «сплав елементів усіх стилів». У публіцистичному стилі наявні фразеологічні звороти, порівняння, метафори.
Сьогодні прийнято називати стилем масової інформації класичний публіцистичний стиль, який досліджують українські лінгвісти – Л. Шевченко, Д. Дергач, О. Стишов, Н. Шумарова, Л. Шулінова та інші. Хоча його ще не виокремлюють в окремий стиль, можна розглядати жанр інавгураційної промови в його межах, адже інавгурація президента країни завжди набуває популярності в масмедійному просторі, більшість людей її бачать з екранів телебачення і сприймають як будь-який інший текст ЗМІ. Вище названі дослідники виокремили ряд характерних ознак для стилю масової інформації: використання форм, характерних для усного мовлення, особливих знаків для відтворення інтонації, міміки, наявність розмовно-побутової лексики, використання рекламних засобів у тексті, вільний і розкутий характер, намагання урізноманітнити виклад матеріалу, зробити його більш дохідливим, вплинути на емоції адресанта інформації, зацікавити його, переконати, змусити співпереживати, співчувати (наприклад, коли Петро Порошенко перейшов на російську мову, звертаючись до жителів окупованих територій), термінологізація інформаційного мовлення та інші. 
Таким чином, розглядати інавгураційну промову в межах конкретного стилю не можна, адже в ній наявні ознаки кількох стилів. Вони перебувають у постійній взаємодії, тому кожен із них містить в собі елементи іншого. В інавгураційній промові наявні елементи офіційно-ділового та публіцистичного стилів, риси стилю масової інформації. Отже, інавгураційну промову потрібно трактувати як окремий жанр на межі масмедійного та офіційно-ділового стилів.